# 18028 Ramchandani
18028 Ramchandani è un asteroide della fascia principale. Scoperto nel 1999, presenta un'orbita caratterizzata da un semiasse maggiore pari a 2,3037326 UA e da un'eccentricità di 0,1497522, inclinata di 3,57876° rispetto all'eclittica.